# Stadium of Light
Lo Stadium of Light (it. "stadio della luce") è uno stadio calcistico di Sunderland, città del Nord Est dell'Inghilterra. Ospita le partite casalinghe del Sunderland e ha una capienza di 48 707 posti a sedere.
Costruito dal 1996 al 1997, fu inaugurato nel 1997 con una capienza di 42 000 posti, poi portata a 49 000 posti nel 2009. Secondo uno studio del 2019 dell'International Centre for Sports Studies (CIES), dal 2013 al 2018 il Sunderland ha fatto registrare la trentottesima affluenza media allo stadio al mondo, con 39 249 spettatori medi allo Stadium of Light, superando club più prestigiosi e noti come Juventus e Porto.

## Storia
Dopo la redazione del rapporto Taylor, che intendeva ridisegnare le norme di sicurezza negli stadi inglesi, nel 1989, il Sunderland fu obbligato a ristrutturare il Roker Park per trasformarlo in uno stadio con solo posti a sedere. Il Roker Park aveva delle tribune dove gli spettatori assistevano alle partite restando in piedi e dei lavori di ristrutturazione ne avrebbero diminuito la capacità. Inoltre lo stadio era circondato da strade residenziali e quindi era impossibile costruire un'espansione.
Nel 1991, il presidente del Sunderland Bob Murray iniziò a studiare la possibilità del trasferimento in un nuovo stadio.
Il primo progetto consisteva nella costruzione di uno stadio da 48.000 posti, tutti a sedere, nei pressi dello stabilimento Nissan di Sunderland. Il nuovo stadio sarebbe diventato "il Wembley del Nord".
Il piano non andò a buon fine, infatti nel 1992 la casa automobilistica giapponese lanciò un reclamo ufficiale costringendo il Sunderland a rinunciare al progetto.
Nel 1995 il Sunderland individuò il luogo adatto per ospitare il nuovo stadio, cioè l'area dove sorgeva la Wearmouth Colliery, una miniera di carbone esaurita. L'area si trovava sulla sponda a Nord del fiume Wear, poco distante dal Roker Park e vicina al centro della città. Il 13 novembre 1995 Bob Murray annunciò che la Tyne and Wear Development Corporation aveva approvato il progetto di costruzione di uno stadio da 34000 posti a sedere.

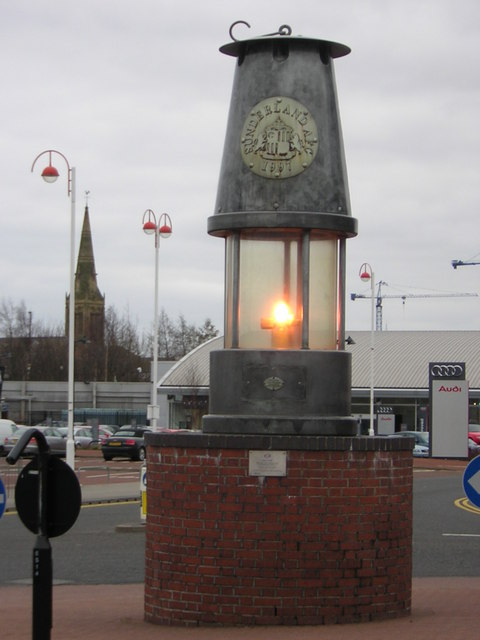
La lampada di Davy fuori dallo stadio

La società appaltante Ballast Wiltshier, che aveva costruito la Amsterdam Arena, fu incaricata di costruire lo stadio al costo iniziale di 15 milioni di sterline.
Nel mese di giugno del 1996, aumentata la capacità prevista a 40.000 spettatori, iniziarono i lavori.
Il progetto venne nuovamente modificato all'inizio del 1997 e lo stadio fu completato in tempo, con una capacità di 42.000 posti.
Il design dello stadio permette un ampliamento che aumenterebbe la capacità fino a 63.000 posti.
Durante i lavori di costruzione lo stadio non aveva ancora un nome e veniva chiamato "Wearside Stadium" e "New Roker Park". Alla fine fu scelto il nome "Stadium of Light" in riferimento alle lampade dei minatori. Infatti Sunderland ha una lunga tradizione mineraria e molti dei suoi tifosi erano minatori. Davanti alla biglietteria è stata collocata una Lampada di Davy.
Lo stadio fu inaugurato il 30 luglio 1997 da Andrea, duca di York. Per celebrare l'inaugurazione gli Status Quo tennero un concerto e il Sunderland giocò un'amichevole contro l'Ajax che finì a reti inviolate.
Nel 2000 la capienza fu portata a 48 707 spettatori ampliando la tribuna Nord. Questo ampliamento costò 7 milioni di sterline, quindi il costo totale dei lavori fu di 23 milioni.
Il 18 luglio 2006 davanti allo stadio fu posta una statua di Bob Stokoe, allenatore della squadra che vinse la FA Cup 1972-1973.
Il 26 dicembre 2018 fu registrato il record di affluenza allo Stadium of Light e nella storia della League One, con 46 039 spettatori presenti alla partita vinta dal Sunderland per 1-0 contro il Bradford City.

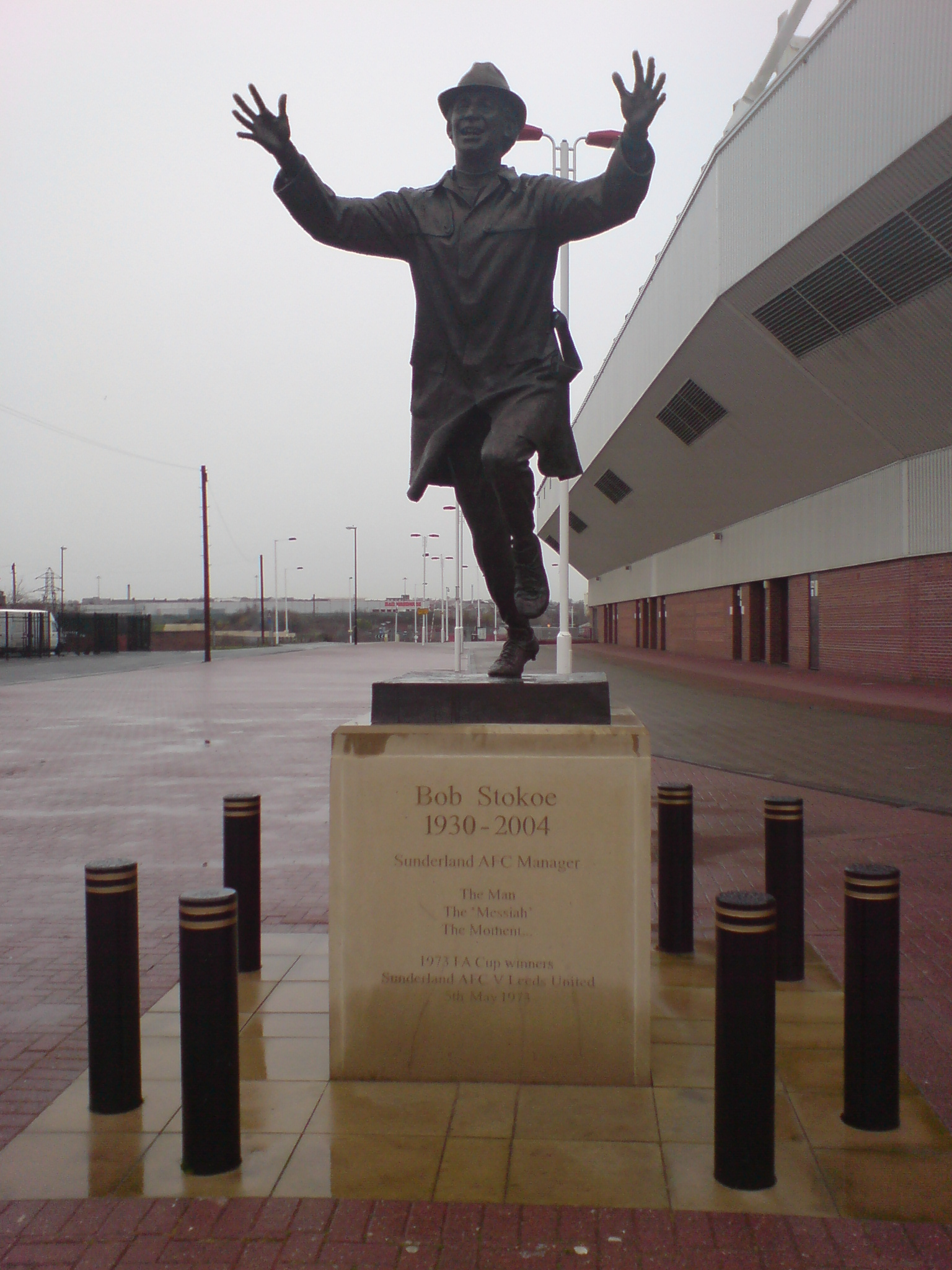
La statua di Bob Stokoe

## Altri usi
Lo stadio ha ospitato eventi e concerti di numerosi artisti internazionali: Beyoncé, Rihanna, Oasis, Take That, Kings of Leon, Coldplay, Spice Girls ed Elton John.